# Rhopalephora
Rhopalephora Hassk. – rodzaj roślin z rodziny komelinowatych. Obejmuje cztery gatunki występujące na obszarze od Madagaskaru przez Indie, Chiny i Azję Południowo-Wschodnią do zachodniej Polinezji.
Nazwa rodzaju pochodzi od starogreckich słów ῥόπαλον (rhopalon – pałka, maczuga) i φέρω (fero – nieść, nosić).

## Morfologia

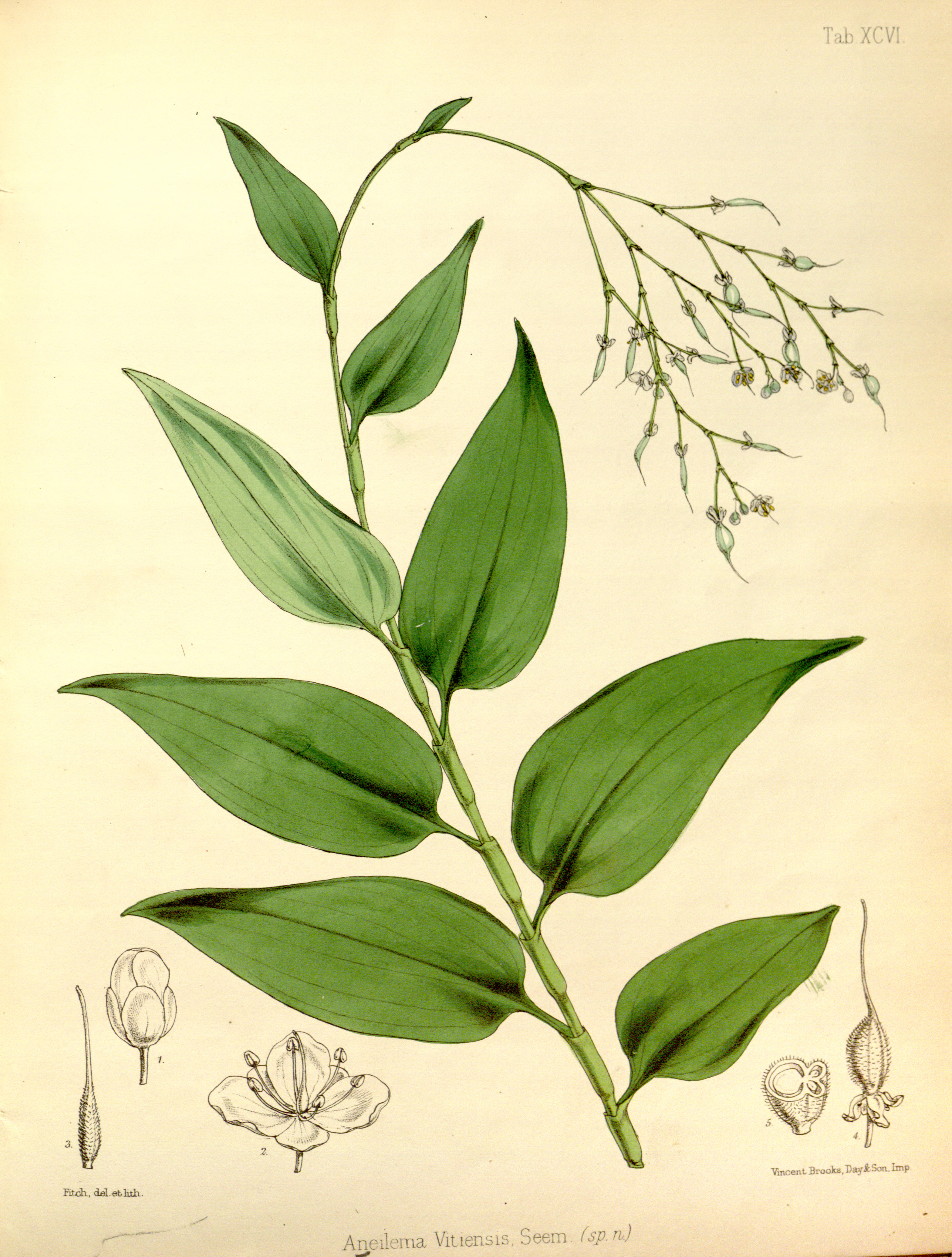
Rhopalephora vitiensis

PokrójWieloletnie rośliny zielne.
KorzenieWłókniste.
PędyOd nasady płożące, wierzchołkowo wznoszące się.
LiścieUlistnienie dwurzędowe lub skrętoległe. Blaszki liściowe zwykle ogonkowe.
KwiatyWyrastają w wydłużonych dwurzędkach licznie zebranych w baldachowaty lub baldachogroniasty tyrs, pojawiający się wierzchołkowo na pędach. Okwiat grzbiecisty. Listki zewnętrznego okółka wolne, łódkowate. Listki wewnętrznego okółka wolne, białe do liliowych, górne dwa krótko paznokciowate. Trzy pręciki o nagich nitkach, jeden mniejszy od pozostałych. Dwa do trzech prątniczki o dwuklapowanych główkach. Zalążnia jedno lub trójkomorowa, z jednym lub dwoma zalążkami w każdej komorze.
OwocePółkulistawe, lepko omszone torebki. Jednokomorowe lub trójkomorowe, w tym drugim przypadku górna komora zawiera pojedyncze nasiono i jest niepękająca, natomiast dolne są pękające.

## Genetyka
Liczba chromosomów 2n wynosi 58.

## Systematyka
Pozycja systematycznaRodzaj z podplemienia Commelininae plemienia Commelineae podrodziny Commelinoideae w rodzinie komelinowatych (Commelinaceae). Na podstawie wyników badań filogenetycznych  postulowane jest włączenie gatunków Rhopalephora do rodzaju Aneilema.
Wykaz gatunków
- Rhopalephora micrantha (Vahl) Faden
- Rhopalephora rugosa (H.Perrier) Faden
- Rhopalephora scaberrima (Blume) Faden
- Rhopalephora vitiensis (Seem.) Faden